# Maïlouou-Souou
Maïlouou-Souou (Майлуусуу kirghize), ou Maïlou-Sou, est une ville minière de la province de Djalalabad dans le sud du Kirghizistan fondée en 1946. Maïlou-Sou était classée “ville secrète” sous le nom de code “Boîte aux lettres 200” par l'Union soviétique, car elle avait été créée pour l'exploitation de mines d'uranium soviétiques au sein du Combinat minier et chimique de Zapadnyi.
La ville a subi des moments difficiles après la disparition de l'Union soviétique. L'extraction de l'uranium et de traitement n'étant plus rentable, la fermeture des mines laissa une bonne partie de la population locale (environ 20 000 habitants) sans travail significatif dans un environnement pollué par la radioactivité. Une grande partie de la population qualifiée russophone émigre alors, ainsi que d'autres nationalités.
Quelque deux millions de mètres cubes de déchets radioactifs sont l'héritage du passé soviétique. Ces résidus miniers d'uranium instable radiologiquement sont enfouis dans des fosses sur les pans des montagnes dans des conteneurs qui menacent de s’effondrer. Et l'érosion fait ressortir les résidus au fil des années.
Mailouou-Souou s'est avérée être l'un des dix sites les plus pollués du monde, selon une étude publiée en octobre 2006 par le Blacksmith Institute. Des investissements substantiels sont nécessaires pour sécuriser ces sites et empêcher une vidange sur la ville et le fleuve en dessous. Depuis 2003, la Banque mondiale a financé une première phase de cet effort.

## Population
Selon le recensement du Kirghizistan de 2009, les 22 853 habitants de la ville se répartissent selon l'origine ethnolinguistique en :
- Kirghizes : 17 357 personnes, soit 76,0 %,
- Russes : 2 382 habitants, soit 10,4 %,
- Ouzbeks : 1 697 habitants, soit 7,4 %,
- Tatars : 878 habitants, soit 3,8 %,
- Autres : 539 habitants, soit 2,4 %.

## Personnalités liées à la commune
- Talant Mamytov (1976-), homme d'État kirghiz.